# Distrito Oeste (Jerez de la Frontera)
Distrito Oeste es uno de los siete distritos de la ciudad de Jerez de la Frontera, en la provincia de Cádiz, España. Cuenta con una población de 28.867 habitantes y una extensión 6,98 km². Limita con los distritos norte, centro y sur.

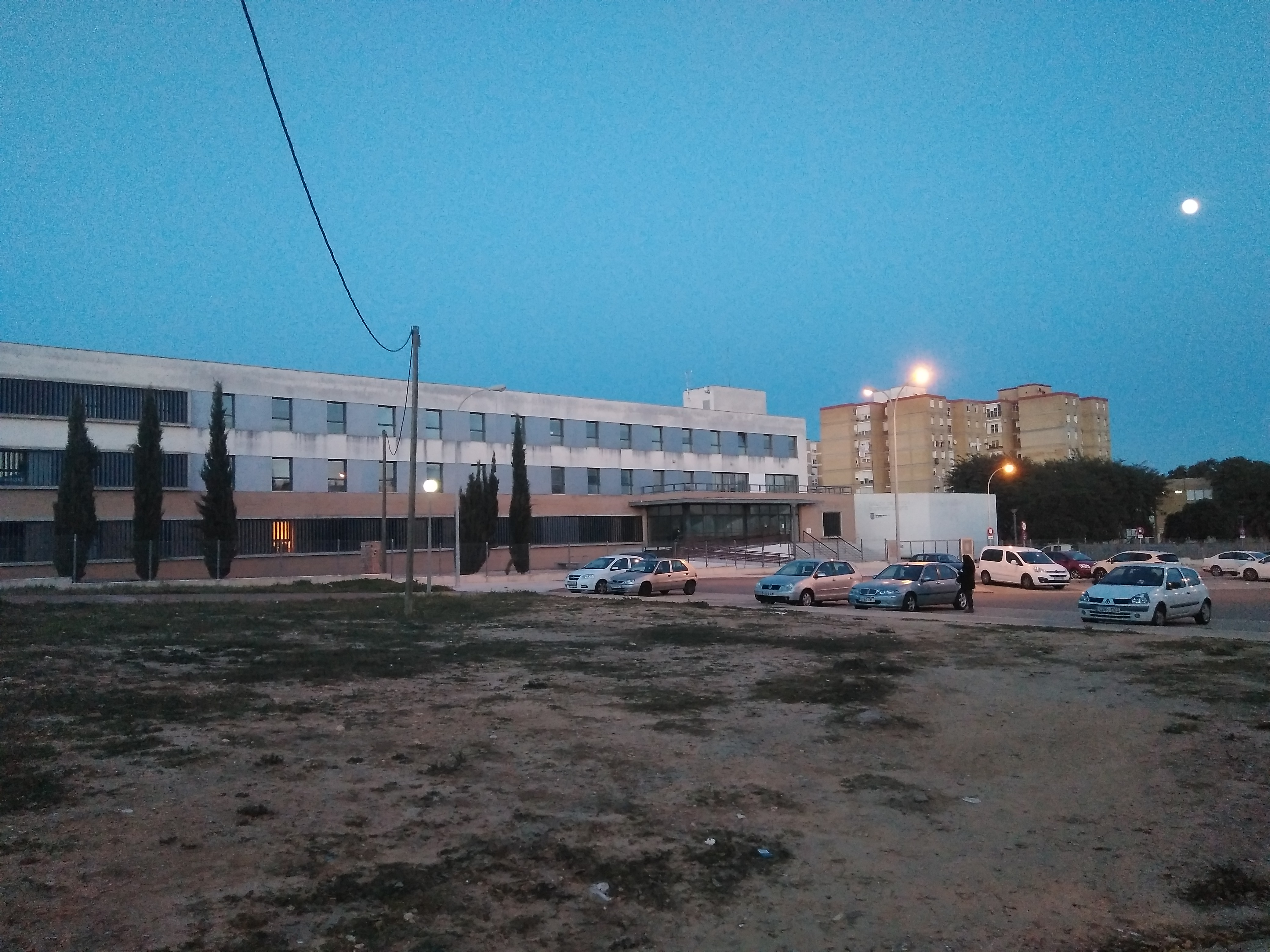
Centro de servicios al ciudadano de Distrito Oeste

En él se encuentra el mayor centro comercial de Andalucía y uno de los más grandes de toda España: Luz Shopping, además de la Bodega Garvey, Bodega Real Tesoro y Bodega Sandeman, el Zoológico de Jerez y la Real Escuela Andaluza del Arte Ecuestre.

## Barrios
| - Picadueña Alta - Picadueña Baja - San Valentín - Las Torres - Sagrada Familia - El Carmen - La Plata | - Calle Lealas - Eduardo Delage - La Coronación - Parque de la Serrana - Icovesa - Juan XXIII - Los Naranjos | - San Juan de Dios - El Calvario - Polígono San Benito - San Ginés de la Jara - Avd. de la Cruz Roja - La Unión - El Manzano - Calle Velázquez - La Jungla - Concepción - Jardines Del Tempu - Valdespino |  |